# Roberta Flack

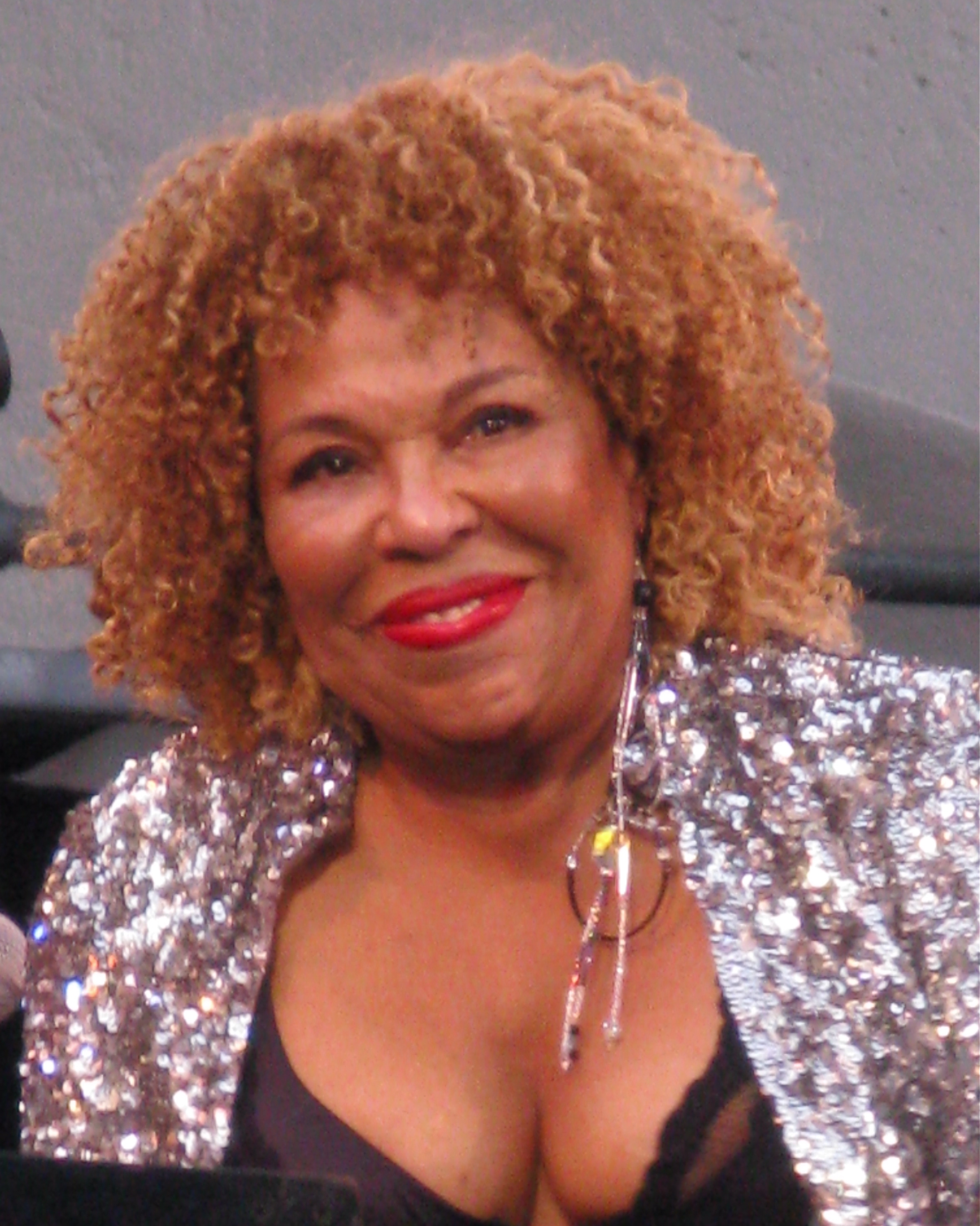
Roberta Flack (2008)

Roberta Flack (* 10. Februar 1937 in Black Mountain, North Carolina; † 24. Februar 2025 in Manhattan, New York City) war eine US-amerikanische Soulsängerin, Pianistin und Songwriterin. Ihre größten Erfolge verzeichnete die vierfache Grammy-Gewinnerin in den 1970er-Jahren mit Hits wie The First Time Ever I Saw Your Face und Killing Me Softly with His Song.

## Leben und Wirken

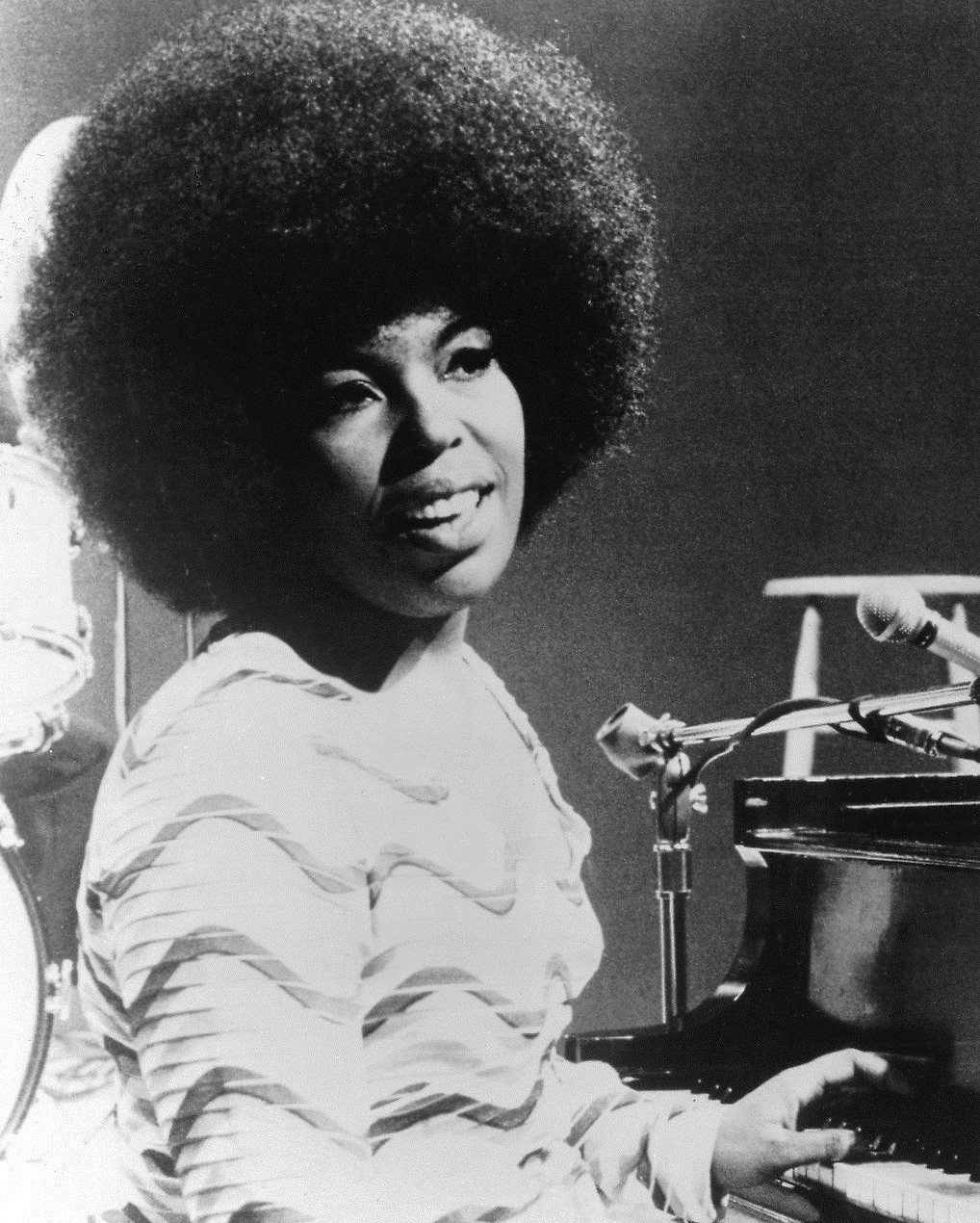
Roberta Flack (1971)

Die 1937 geborene Flack studierte Musikpädagogik und bereitete sich auf eine klassische Pianistenkarriere vor. Gleichzeitig spielte sie in Washingtoner Nachtclubs. Ihren Durchbruch im Popbereich erlebte sie, als der Schauspieler und Filmemacher Clint Eastwood 1971 die von ihr bereits 1969 aufgenommene Ballade The First Time Ever I Saw Your Face (geschrieben von Ewan MacColl) für seinen Spielfilm Sadistico auswählte. Der Song wurde 1972 zu einem Nummer-eins-Hit in den USA und 1973 mit dem Grammy Award als Record of the Year („Single des Jahres“) ausgezeichnet. Das dazugehörige Album First Take wurde 2015 in die Grammy Hall of Fame aufgenommen.

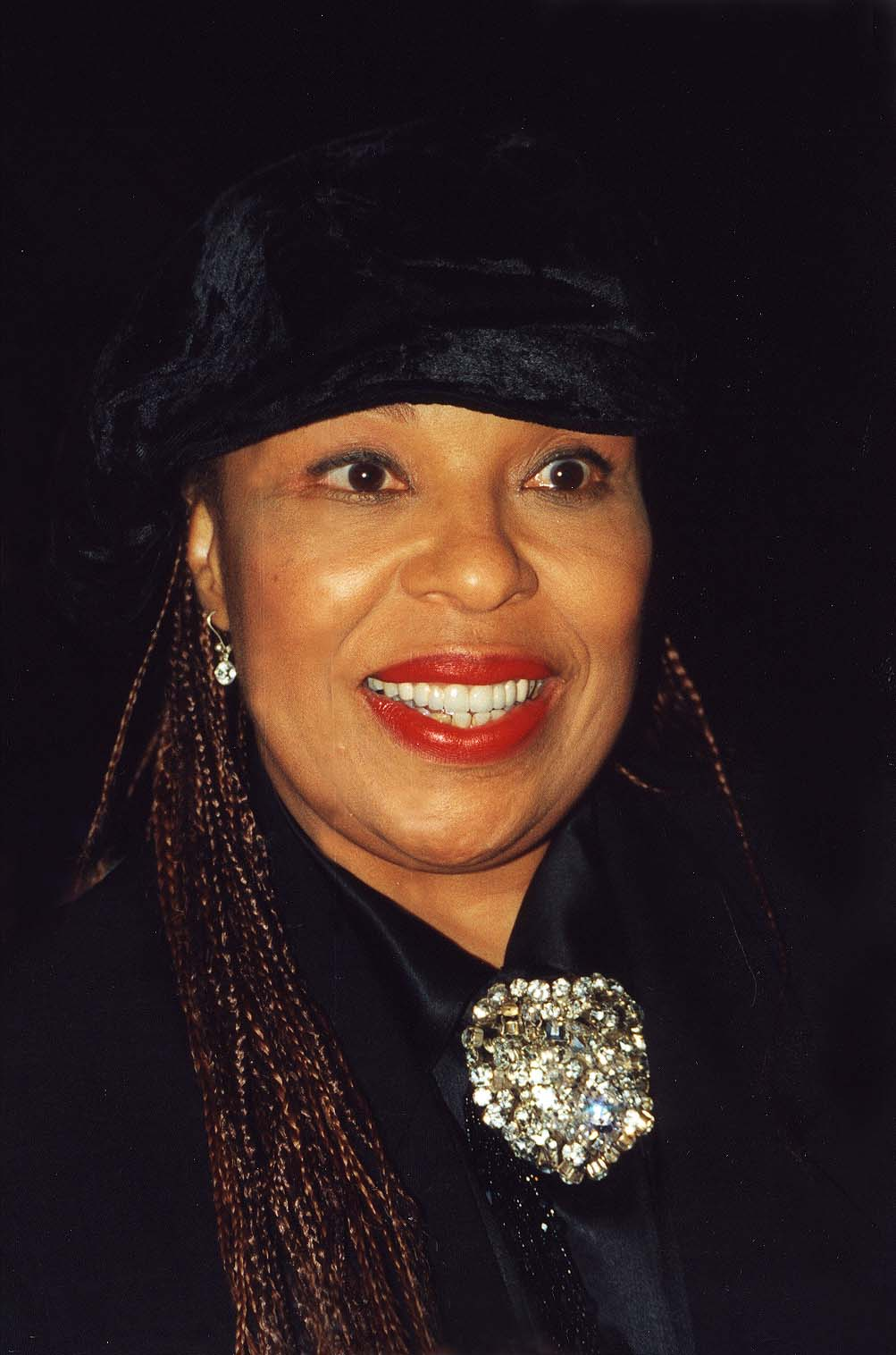
Roberta Flack (1995)

Ebenfalls eine US-Nummer-eins war einer ihrer bekanntesten Hits, Killing Me Softly with His Song, eine Coverversion des Songs von Lori Lieberman, der bei der Grammy-Verleihung 1974 erneut als Record of the Year ausgezeichnet wurde. Sie war bis zu einem entsprechenden Erfolg von Billie Eilish die einzige Künstlerin, der dies gelang (Eilish erhielt 2020 und 2021 Grammy-Auszeichnungen für die jeweilige Single des Jahres). Ihr dritter und letzter Nummer-eins-Hit in den USA war Feel Like Makin’ Love. Einige ihrer weiteren Hits, wie Where Is the Love oder The Closer I Get To You, sang sie im Duett mit Donny Hathaway, mit dem sie schon seit Studienzeiten befreundet war. Sein Suizid im Januar 1979 setzte ihr sehr zu. Die Duette You Are My Heaven und Back Together Again standen 1980 posthum in den Charts, letztgenannter Titel erreichte sogar die britischen Top 3. Das dazugehörige Album Roberta Flack Featuring Donny Hathaway enthält neben diesen beiden Duetten nur Soloaufnahmen von Flack.
Flacks musikalischer Direktor war Mitte der 1970er-Jahre der Pianist Harry Whitaker.
Während ihrer Karriere trat Roberta Flack 1971, 1990, 2005 und 2008 beim Montreux Jazz Festival auf.
Flack erlitt 2016 einen Schlaganfall und gab 2018 offiziell bekannt, nicht mehr aufzutreten. Im November 2022 bestätigte sie Medienberichte, dass sie an ALS erkrankt sei. Am 24. Februar 2025 starb sie im Alter von 88 Jahren in Manhattan an den Folgen eines Herzinfarkts.

## Privat
Roberta Flack war von 1966 bis zur Scheidung 1972 mit Steve Novosel verheiratet. Ihr Patensohn Bernard Wright (1963–2022) war ebenfalls Musiker.

## Diskografie

### Studioalben
| Jahr | Titel Musiklabel Katalog-Nr.                                         | Höchstplatzierung, Gesamtwochen, AuszeichnungChartplatzierungen (Jahr, Titel, Musiklabel Katalog-Nr., Platzierungen, Wochen, Auszeichnungen, Anmerkungen) | Höchstplatzierung, Gesamtwochen, AuszeichnungChartplatzierungen (Jahr, Titel, Musiklabel Katalog-Nr., Platzierungen, Wochen, Auszeichnungen, Anmerkungen) | Höchstplatzierung, Gesamtwochen, AuszeichnungChartplatzierungen (Jahr, Titel, Musiklabel Katalog-Nr., Platzierungen, Wochen, Auszeichnungen, Anmerkungen) | Höchstplatzierung, Gesamtwochen, AuszeichnungChartplatzierungen (Jahr, Titel, Musiklabel Katalog-Nr., Platzierungen, Wochen, Auszeichnungen, Anmerkungen) | Anmerkungen |
| Jahr | Titel Musiklabel Katalog-Nr.                                         | DE | UK | US | R&B | Anmerkungen |
| ---- | -------------------------------------------------------------------- | --- | --- | --- | --- | --- |
| 1969 | First Take Atlantic 8230                                             | — | UK47 (2 Wo.)UK | US1 Platin · (54 Wo.)US | R&B1 (44 Wo.)R&B | Erstveröffentlichung: 20. Juni 1969; Re-Entre und Platz 1 in US im April 1972, Charteintritt in UK erst im Juni 1972 Produzent: Joel Dorn |
| 1970 | Chapter Two Atlantic 1569                                            | — | — | US33 Gold · (82 Wo.)US | R&B4 (73 Wo.)R&B | Erstveröffentlichung: 12. August 1970 Produzenten: Joel Dorn, King Curtis                                                                 |
| 1971 | Quiet Fire Atlantic 1594                                             | — | — | US18 Gold · (48 Wo.)US | R&B4 (34 Wo.)R&B | Erstveröffentlichung: November 1971 Produzent: Joel Dorn                                                                                  |
| 1972 | Roberta Flack & Donny Hathaway Atlantic 7216                         | — | — | US3 Gold · (39 Wo.)US | R&B2 (26 Wo.)R&B | Erstveröffentlichung: 6. Mai 1972; mit Donny Hathaway Produzenten: Arif Mardin, Joel Dorn                                                 |
| 1973 | Killing Me Softly Atlantic 7271                                      | DE47 (4 Wo.)DE | UK40 (2 Wo.)UK | US3 ×2Doppelplatin · (53 Wo.)US | R&B2 (17 Wo.)R&B | Erstveröffentlichung: August 1973 Produzent: Joel Dorn                                                                                    |
| 1975 | Feel Like Makin’ Love Atlantic 18131                                 | — | — | US24 (26 Wo.)US | R&B5 (18 Wo.)R&B | Erstveröffentlichung: März 1975 Produzenten: Leon Pendarvis, Frederick Wilkerson, Rubina Flake                                            |
| 1977 | Blue Lights in the Basement Atlantic 19149                           | — | — | US8 Gold · (32 Wo.)US | R&B5 (29 Wo.)R&B | Erstveröffentlichung: 13. Dezember 1977 Produzenten: Eugene McDaniels, Joe Ferla, Rubina Flake                                            |
| 1978 | Roberta Flack Atlantic 19186                                         | — | UK— SilberUK | US74 (10 Wo.)US | R&B37 (9 Wo.)R&B | Erstveröffentlichung: 7. August 1978 Produzenten: Joe Ferla, Joseph Brooks, Rubina Flake                                                  |
| 1980 | Roberta Flack Featuring Donny Hathaway Atlantic 16013                | — | UK31 (7 Wo.)UK | US25 Gold · (24 Wo.)US | R&B4 (26 Wo.)R&B | Erstveröffentlichung: November 1979; mit Donny Hathaway Produzenten: Eric Mercury, Roberta Flack                                          |
| 1981 | Bustin’ Loose MCA 5141                                               | — | — | US161 (11 Wo.)US | R&B48 (10 Wo.)R&B | Erstveröffentlichung: 5. Juni 1981 Soundtrack zum Film Einmal und nie wieder Produzent: Roberta Flack                                     |
| 1982 | I’m the One Atlantic 19354                                           | — | — | US59 (21 Wo.)US | R&B16 (32 Wo.)R&B | Erstveröffentlichung: Mai 1982 Produzenten: Ralph MacDonald, Roberta Flack, William Eaton, William Salter                                 |
| 1983 | Born to Love Capitol 12284                                           | — | UK15 Silber · (10 Wo.)UK | US25 Gold · (28 Wo.)US | R&B8 (44 Wo.)R&B | Erstveröffentlichung: 22. Juli 1983; mit Peabo Bryson Executive Producer: Don Grierson, Varnell Johnson                                   |
| 1988 | Oasis Atlantic 81916                                                 | — | — | US159 (8 Wo.)US | R&B24 (27 Wo.)R&B | Erstveröffentlichung: November 1988 Executive Producer: Roberta Flack                                                                     |
| 1991 | Set the Night to Music Atlantic 82321                                | — | — | US110 (10 Wo.)US | — | Erstveröffentlichung: 17. September 1991 Produzent: Arif Mardin                                                                           |
| 2012 | Let It Be Roberta: Roberta Flack Sings the Beatles 429 Records 17582 | — | — | US181 (1 Wo.)US | R&B30 (4 Wo.)R&B | Erstveröffentlichung: Februar 2012 Produzenten: Barry Miles, Jerry Barnes, Ricky Jordan, Roberta Flack, Sherrod Barnes                    |

Weitere Studioalben
- 1994: Roberta
- 1997: The Christmas Album
- 1999: Friends: Roberta Flack Sings Mariko Takahashi

### Livealben
| Jahr | Titel Musiklabel Katalog-Nr.  | Höchstplatzierung, Gesamtwochen, AuszeichnungChartplatzierungen (Jahr, Titel, Musiklabel Katalog-Nr., Platzierungen, Wochen, Auszeichnungen, Anmerkungen) | Höchstplatzierung, Gesamtwochen, AuszeichnungChartplatzierungen (Jahr, Titel, Musiklabel Katalog-Nr., Platzierungen, Wochen, Auszeichnungen, Anmerkungen) | Anmerkungen |
| Jahr | Titel Musiklabel Katalog-Nr.  | US | R&B | Anmerkungen |
| ---- | ----------------------------- | --- | --- | --- |
| 1980 | Live & More Atlantic 7004 (2) | US52 (19 Wo.)US | R&B10 (24 Wo.)R&B | Erstveröffentlichung: Dezember 1980; mit Peabo Bryson, Doppelalbum Aufnahme: Holiday Star Theater in Merrillville, Indiana Produzenten: Peabo Bryson, Roberta Flack |

Weitere Livealben
- 2006: The Soul of Roberta Flack in Concert
- 2012: S. O. U. L.

### Kompilationen
| Jahr | Titel Musiklabel Katalog-Nr.                                      | Höchstplatzierung, Gesamtwochen, AuszeichnungChartplatzierungen (Jahr, Titel, Musiklabel Katalog-Nr., Platzierungen, Wochen, Auszeichnungen, Anmerkungen) | Höchstplatzierung, Gesamtwochen, AuszeichnungChartplatzierungen (Jahr, Titel, Musiklabel Katalog-Nr., Platzierungen, Wochen, Auszeichnungen, Anmerkungen) | Anmerkungen                           |
| Jahr | Titel Musiklabel Katalog-Nr.                                      | UK | US | Anmerkungen                           |
| ---- | ----------------------------------------------------------------- | --- | --- | ------------------------------------- |
| 1984 | Greatest Hits K-tel 1269                                          | UK35 (14 Wo.)UK | — | Erstveröffentlichung: 19. März 1984   |
| 1994 | Softly with These Songs: The Best of Roberta Flack Atlantic 82498 | UK7 Platin · (16 Wo.)UK | US— GoldUS | Erstveröffentlichung: 7. Februar 1994 |
| 2006 | The Very Best of Roberta Flack Rhino 73332                        | UK50 (2 Wo.)UK | — | Erstveröffentlichung: 10. April 2006  |
| 2011 | Love Songs Rhino 8122797808                                       | UK11 (6 Wo.)UK | — | Erstveröffentlichung: 1. Februar 2011 |

Weitere Kompilationen
- 1972: The Most Beautiful Songs of Roberta Flack and Donny Hathaway (2 LPs)
- 1981: The Best of Roberta Flack (US: Platin)
- 1982: The First Time Ever I Saw Your Face
- 2012: Original Album Series (Box mit 5 CDs)

### Singles
| Jahr | Titel Album                                                        | Höchstplatzierung, Gesamtwochen, AuszeichnungChartplatzierungen (Jahr, Titel, Album, Platzierungen, Wochen, Auszeichnungen, Anmerkungen) | Höchstplatzierung, Gesamtwochen, AuszeichnungChartplatzierungen (Jahr, Titel, Album, Platzierungen, Wochen, Auszeichnungen, Anmerkungen) | Höchstplatzierung, Gesamtwochen, AuszeichnungChartplatzierungen (Jahr, Titel, Album, Platzierungen, Wochen, Auszeichnungen, Anmerkungen) | Höchstplatzierung, Gesamtwochen, AuszeichnungChartplatzierungen (Jahr, Titel, Album, Platzierungen, Wochen, Auszeichnungen, Anmerkungen) | Höchstplatzierung, Gesamtwochen, AuszeichnungChartplatzierungen (Jahr, Titel, Album, Platzierungen, Wochen, Auszeichnungen, Anmerkungen) | Höchstplatzierung, Gesamtwochen, AuszeichnungChartplatzierungen (Jahr, Titel, Album, Platzierungen, Wochen, Auszeichnungen, Anmerkungen) | Höchstplatzierung, Gesamtwochen, AuszeichnungChartplatzierungen (Jahr, Titel, Album, Platzierungen, Wochen, Auszeichnungen, Anmerkungen) | Anmerkungen | [↑]: gemeinsam behandelt mit vorhergehendem Eintrag; [←]: in beiden Charts platziert |
| Jahr | Titel Album                                                        | DE | AT | CH | UK | US | R&B | Dance | Anmerkungen |                                                                                      |
| ---- | ------------------------------------------------------------------ | --- | --- | --- | --- | --- | --- | --- | --- | ------------------------------------------------------------------------------------ |
| 1971 | You’ve Got a Friend Roberta Flack & Donny Hathaway                 | — | — | — | — | US29 (12 Wo.)US | R&B8 (13 Wo.)R&B | — | Erstveröffentlichung: Mai 1971; mit Donny Hathaway Autor und Original: Carole King, 1971 |                                                                                      |
| 1971 | You’ve Lost That Lovin’ Feelin’ Roberta Flack & Donny Hathaway     | — | — | — | — | US71 (6 Wo.)US | R&B30 (6 Wo.)R&B | — | Erstveröffentlichung: Oktober 1971; mit Donny Hathaway Autoren: Barry Mann, Cynthia Weil, Phil Spector Original: The Righteous Brothers, 1964 |                                                                                      |
| 1971 | Will You Love Me Tomorrow Quiet Fire                               | — | — | — | — | US76 (5 Wo.)US | R&B38 (3 Wo.)R&B | — | Erstveröffentlichung: Dezember 1971 Autoren: Gerry Goffin, Carole King Original: The Shirelles, 1960 |                                                                                      |
| 1972 | The First Time Ever I Saw Your Face First Take                     | — | — | — | UK14 Gold · (19 Wo.)UK | US1 Gold · (18 Wo.)US | R&B4 (12 Wo.)R&B | — | Erstveröffentlichung: Februar 1972; Grammys (Record + Song of the Year) Autor: Ewan MacColl Original: Ewan MacColl und Peggy Seeger, 1962 |                                                                                      |
| 1972 | Where Is the Love? Roberta Flack & Donny Hathaway                  | — | — | — | UK29 (7 Wo.)UK | US5 Platin · (13 Wo.)US | R&B1 (13 Wo.)R&B | — | Erstveröffentlichung: Mai 1972; mit Donny Hathaway; Grammy (Pop Vocal Duo) Autoren: Ralph MacDonald, William Salter |                                                                                      |
| 1973 | Killing Me Softly with His Song Killing Me Softly                  | DE30 (14 Wo.)DE | AT19 (4 Wo.)AT | CH32 (4 Wo.)CH | UK6 (14 Wo.)UK | US1 Gold · (16 Wo.)US | R&B2 (12 Wo.)R&B | — | Erstveröffentlichung: Januar 1973; Grammy Hall of Fame, Grammys (Record + Song of the Year / Pop Female Vocal) Platz 369 der Rolling Stone 500 (Liste 2010) Platz 101 der Songs of the Century (RIAA, Liste 2001) Platz 11 der Songs of the Century (BMI, Liste 1999) Autoren: Charles Fox, Norman Gimble Original: Lori Lieberman, 1972 |                                                                                      |
| 1973 | Jesse Killing Me Softly                                            | — | — | — | — | US30 (9 Wo.)US | R&B19 (10 Wo.)R&B | — | Erstveröffentlichung: September 1973 Autor: Janis Ian |                                                                                      |
| 1974 | Feel Like Makin’ Love                                              | — | — | — | UK34 (7 Wo.)UK | US1 Platin · (16 Wo.)US | R&B1 (17 Wo.)R&B | — | Erstveröffentlichung: Juni 1974 Autor: Gene McDaniels |                                                                                      |
| 1975 | Feelin’ That Glow Feel Like Makin’ Love                            | — | — | — | — | US76 (3 Wo.)US | R&B25 (10 Wo.)R&B | — | Erstveröffentlichung: Juni 1975 Autoren: Eugene McDaniels, Maurice McKinley, Sister Charlotte Laws, Leon Pendarvis, Bob Fusco Original: Universal Jones, 1972 |                                                                                      |
| 1977 | 25th of Last December Blue Lights in the Basement                  | — | — | — | — | — | R&B52 (8 Wo.)R&B | — | Erstveröffentlichung: November 1977; Weihnachtssingle Autor: Eugene McDaniels |                                                                                      |
| 1978 | The Closer I Get to You Blue Lights in the Basement                | — | — | — | UK42 (4 Wo.)UK | US2 Gold · (20 Wo.)US | R&B1 (19 Wo.)R&B | — | Erstveröffentlichung: Januar 1978; mit Donny Hathaway Autoren: Reggie Lucas, James Mtume |                                                                                      |
| 1978 | If Ever I See You Again Roberta Flack                              | — | — | — | — | US24 (13 Wo.)US | R&B37 (9 Wo.)R&B | — | Erstveröffentlichung: Mai 1978; Titellied des Films Wenn ich dich wiedersehe Autor: Joe Brooks |                                                                                      |
| 1978 | When It’s Over Roberta Flack                                       | — | — | — | — | — | R&B82 (4 Wo.)R&B | — | Erstveröffentlichung: November 1978 Autor: Joe Brooks |                                                                                      |
| 1979 | You Are Everything Roberta Flack                                   | — | — | — | — | — | R&B98 (2 Wo.)R&B | — | Erstveröffentlichung: Februar 1979 Autoren: Linda Creed, Thom Bell Original: The Stylistics, 1971 |                                                                                      |
| 1980 | You Are My Heaven Roberta Flack Featuring Donny Hathaway           | — | — | — | — | US47 (11 Wo.)US | R&B8 (17 Wo.)R&B | — | Erstveröffentlichung: Januar 1980; mit Donny Hathaway Autor: Stevie Wonder |                                                                                      |
| 1980 | Back Together Again Roberta Flack Featuring Donny Hathaway         | — | — | — | UK3 (12 Wo.)UK | US56 (8 Wo.)US | R&B8 (14 Wo.)R&B | Dance6 (21 Wo.)Dance | Erstveröffentlichung: März 1980; mit Donny Hathaway Autoren: Reggie Lucas, James Mtume |                                                                                      |
| 1980 | Don’t Make Me Wait Too Long Roberta Flack Featuring Donny Hathaway | — | — | — | UK44 (7 Wo.)UK | — | R&B67 (5 Wo.)R&B[Dance: ↑] | Dance6 (21 Wo.)Dance | Erstveröffentlichung: Juli 1980 Autor: Stevie Wonder |                                                                                      |
| 1980 | Make the World Stand Still Live & More                             | — | — | — | — | — | R&B13 (16 Wo.)R&B | — | Erstveröffentlichung: November 1980; mit Peabo Bryson Autoren: Roberta Flack, Peabo Bryson |                                                                                      |
| 1981 | Love Is a Waiting Game Live & More                                 | — | — | — | — | — | R&B46 (6 Wo.)R&B | — | Erstveröffentlichung: März 1981; mit Peabo Bryson Autoren: Roberta Flack, Peabo Bryson |                                                                                      |
| 1981 | You Stopped Loving Me Bustin’ Loose                                | — | — | — | — | — | R&B32 (11 Wo.)R&B | — | Erstveröffentlichung: Juni 1981, vom Soundtrack des Films Einmal und nie wieder Autor: Luther Vandross |                                                                                      |
| 1982 | Making Love I’m the One                                            | — | — | — | — | US13 (21 Wo.)US | R&B29 (17 Wo.)R&B | — | Erstveröffentlichung: Februar 1982, vom Soundtrack des gleichnamigen Films Autoren: Burt Bacharach, Bruce Roberts, Carole Bayer Sager |                                                                                      |
| 1982 | I’m the One                                                        | — | — | — | — | US42 (11 Wo.)US | R&B24 (14 Wo.)R&B | — | Erstveröffentlichung: Juni 1982 Autoren: William Eaton, Ralph MacDonald, William Salter |                                                                                      |
| 1982 | In the Name of Love I’m the One                                    | — | — | — | — | — | R&B80 (4 Wo.)R&B | — | Erstveröffentlichung: November 1982 Autoren: Bill Withers, Ralph MacDonald, William Salter Original: Grover Washington, Jr., 1980 |                                                                                      |
| 1983 | Our Love Will Stop the World –                                     | — | — | — | — | — | R&B65 (7 Wo.)R&B | — | Erstveröffentlichung: Januar 1983; mit Eric Mercury Autoren: Dick Wagner, Eric Mercury |                                                                                      |
| 1983 | Tonight, I Celebrate My Love Born to Love                          | — | — | — | UK2 Silber · (14 Wo.)UK | US16 (29 Wo.)US | R&B5 (20 Wo.)R&B | — | Erstveröffentlichung: Juni 1983; mit Peabo Bryson Autoren: Gerry Goffin, Michael Masser |                                                                                      |
| 1983 | Heaven Above Me Born to Love                                       | — | — | — | UK84 (2 Wo.)UK | — | — | — | Erstveröffentlichung: Oktober 1983; mit Peabo Bryson Autoren: Bob Crewe, Bob Gaudio Original: Frankie Valli, 1980 |                                                                                      |
| 1983 | Maybe Born to Love                                                 | — | — | — | — | — | R&B68 (6 Wo.)R&B | — | Erstveröffentlichung: Oktober 1983; mit Peabo Bryson, vom Soundtrack des Films Jason, die Flasche Autoren: Burt Bacharach, Carole Bayer Sager |                                                                                      |
| 1983 | You’re Looking Like Love to Me Born to Love                        | — | — | — | — | US58 (11 Wo.)US | R&B41 (12 Wo.)R&B | — | Erstveröffentlichung: November 1983; mit Peabo Bryson Autoren: Bob Crewe, Bob Gaudio, Jerry Corbetta |                                                                                      |
| 1984 | If I’m Still Around Tomorrow Rendezvous                            | — | — | — | — | — | R&B79 (3 Wo.)R&B | — | Erstveröffentlichung: September 1984 Sadao Watanabe mit Roberta Flack |                                                                                      |
| 1988 | Oasis                                                              | — | — | — | — | — | R&B1 (17 Wo.)R&B | — | Erstveröffentlichung: Oktober 1988 Autoren: Ralph MacDonald, William Salter |                                                                                      |
| 1989 | Uh-Uh Ooh Ooh Look Out (Here It Comes) Oasis                       | — | — | — | UK72 (3 Wo.)UK | — | R&B37 (11 Wo.)R&B | Dance1 (10 Wo.)Dance | Erstveröffentlichung: März 1989 Autoren: Ashford & Simpson |                                                                                      |
| 1991 | Set the Night to Music                                             | — | — | — | — | US6 (20 Wo.)US | R&B45 (8 Wo.)R&B | — | Erstveröffentlichung: September 1991; mit Maxi Priest Autor: Diane Warren Original: Starship, 1987 |                                                                                      |
| 1991 | You Make Me Feel Brand New Set the Night to Music                  | — | — | — | — | — | R&B50 (8 Wo.)R&B | — | Erstveröffentlichung: Dezember 1991 Autoren: Thom Bell, Linda Creed Original: The Stylistics, 1973 |                                                                                      |
| 1996 | Killing Me Softly with His Song (House Remix) –                    | — | — | — | — | — | — | Dance1 (12 Wo.)Dance | Erstveröffentlichung: August 1996 Remix: Soul Solution, Jonathan Peters |                                                                                      |

grau schraffiert: keine Chartdaten aus diesem Jahr verfügbar
Weitere Singles
- 1969: Compared to What
- 1970: Reverend Lee
- 1971: Do What You Gotta Do
- 1980: Only Heaven Can Wait (For Love)
- 1983: This Side of Forever (vom Soundtrack des Films Dirty Harry kommt zurück)
- 1984: I Just Came Here to Dance
- 1986: We Shall Overcome
- 1988: Shock to My System
- 1990: You Are So Beautiful (Nino Tempo feat. Roberta Flack)
- 1992: Friend
- 1992: When Someone Tears Your Heart in Two
- 2012: We Can Work It Out

## Auszeichnungen für Musikverkäufe
| Goldene Schallplatte - Australien - 2002: für das Album Softly with These Songs: The Best of Roberta Flack - Hongkong - 1990: für das Album The Best of Roberta Flack - Kanada - 1976: für das Album First Take - 1976: für das Album Killing Me Softly - 1984: für die Single Tonight, I Celebrate My Love | Platin-Schallplatte - Spanien - 2024: für die Single Killing Me Softly with His Song 2× Platin-Schallplatte - Australien - 1996: für das Album The Best of Roberta Flack |

Anmerkung: Auszeichnungen in Ländern aus den Charttabellen bzw. Chartboxen sind in ebendiesen zu finden.
| Land/RegionAuszeichnungen für Musikverkäufe (Land/Region, Auszeichnungen, Verkäufe, Quellen) | Silber     | Gold       | Platin       | Verkäufe   | Quellen             |
| -------------------------------------------------------------------------------------------- | ---------- | ---------- | ------------ | ---------- | ------------------- |
| Australien (ARIA)                                                                            | —          | Gold1      | 2× Platin2   | 175.000    | aria.com.au         |
| Hongkong (IFPI/HKRIA)                                                                        | —          | Gold1      | —            | 10.000     | ifpihk.org          |
| Kanada (MC)                                                                                  | —          | 3× Gold3   | —            | 175.000    | musiccanada.com     |
| Spanien (Promusicae)                                                                         | —          | —          | Platin1      | 60.000     | elportaldemusica.es |
| Vereinigte Staaten (RIAA)                                                                    | —          | 10× Gold10 | 6× Platin6   | 14.500.000 | riaa.com            |
| Vereinigtes Königreich (BPI)                                                                 | 3× Silber3 | Gold1      | Platin1      | 1.070.000  | bpi.co.uk           |
| Insgesamt                                                                                    | 3× Silber3 | 16× Gold16 | 10× Platin10 |            |                     |

## Filme
- Roberta Flack – Legende des Soul, Dokumentarisches Porträt von Antonino D’Ambrosio, USA 2022, ausgestrahlt 2023 auf arte